# 鲁西南战役
鲁西南战役发生于1947年6月，由刘邓大军（晋冀鲁豫野战军）發起，是第二次国共内战的中共战略进攻阶段，

### 戰局走勢、雙方意圖
1947年5月16日，華東野戰軍在孟良崮战役全殲國民革命軍整編第七十四師3.3萬人:8355。
1947年國民革命軍的总兵力已由内战开始时的430万下降为370万人，其正规军从200万人下降为150万人，中共中央认为已到反攻时机，鑑於蒋介石的重点进攻战略把重兵集中在陕北和山东，中共中央在陕北和山东中间的鲁西南开辟战场，然后相机挺进中原，千里跃进大别山。

### 中共戰術部署
5月8日，中共中央军委发电报提出了刘邓大军（晋冀鲁豫野战军）南渡黄河，进击冀鲁豫、豫皖苏，进而进击中原的战略计划，要求华东野战军在6月10日前集结全力（27个旅）寻求与创造歼敌机会，并准备于6月10日以后配合刘邓大军大举出击。
5月16日孟良崮战役歼灭國民革命軍第七十四师，中共中央军委于5月22日来电：“歼灭七十四师付出代价较多，但意义极大，证明在现地区作战只要不性急、不分兵，是能够用各个歼击方法，打破国民党军队进攻，取得决定胜利。而在现地区作战，是于我最为有利，于敌最为不利。现在全国各战场除山东省外，均已采取攻势，但这一攻势的意义，均是帮助主要战场山东打破国民党军队进攻，蒋管区日益扩大的人民斗争其作用也是如此，刘邓下月出击作用也是如此。而山东方面的作战方法，是集中全部主力于济南、临沂、海州之线以北地区，准备用六、七个月时间（5月起）六、七万人伤亡，各个歼灭该线之敌。该线击破之日，即是全面大胜之时，尔后一切作战均将较为顺利”。
又有所謂三步出击计划：
- 第一步：先由刘伯承、邓小平率领晋冀鲁豫野战军主力，实行中间突破，渡过黄河开辟鲁西南战场，乘机歼敌，然后直插大别山，建立根据地。
- 第二步：接着由陈赓等率领晋冀鲁豫的两个纵队组成太岳兵团，从晋南突过黄河挺进豫陕鄂，并由陈毅、粟裕等率领华东野战军主力在打破国军对山东的重点进攻后，出鲁西南，向南挺进豫皖苏。
- 第三步：太岳兵团和华东野战军主力在刘邓突破黄河开辟鲁西南战场后出击中原，以保证刘邓大军首先实施战略进攻方针的行动。

通过以上设想最终形成三支大军进攻中原的局面，在长江以北发展中原战局，鲁西南战役是刘邓大军实施战略进攻的第一步重大行动，为此晋冀鲁豫野战军进行了周密的准备。
6月22日，中共中央军委给華東野戰軍发来电报：“据悉蒋以东北危急，令杜聿明坚守两月，俟山东解决即空运东北等情。山东战事仍为全局关键。你们作战方针仍以确有胜利把握然后出击为宜。只要有胜利把握，则不论打主要国民党军队或次要国民党军队均可，否则，宁可暂时忍耐，不要打无把握之仗”。

## 作战过程

### 第一阶段
1947年6月22日，晋冀鲁豫野战军发布了第16号命令，决心：6月30日夜，发起进攻，以4个纵队的兵力，在东起张秋镇，西至临濮集150余公里的正面上，突破国军黄河防线，首先迅速歼灭国军河防部队整编第55、第68师。而后，适时转用兵力，于运动中求歼可能来援的国军，扩大战果。6月30日晚、刘伯承、邓小平、李达等率领晋冀鲁豫野战军第一、第二、第三、第六共4个纵队，13个旅、1个骑兵团及直属队共12万人的大军，一举突破了黄河防线，打开了国军中原防御体系的大缺口。当夜，刘邓大军渡过了6个步兵旅，全部主力于第二天晚上渡完，直插国军后方。
7月4日，一纵围攻郓城，此时国军整编第55师中将师长曹福林正在城里召开连以上军官会议，得讯后急忙将87团正在开会的军官遣回南关应战，但这些军官没有走到指挥位置，大半被人民解放军消灭。
7月7日晚，一纵对郓城发起总攻，战斗至8日拂晓，除国军整编师师长曹福林化装只身逃出外，国军守军全军覆没，郓城被解放军攻克。此战解放军歼灭国军整编第55师师部、整编第29旅、整编第47旅共二个整编旅15,000多人。此战毙伤国军2,004人，俘中将副师长理明亚以下8,558人，缴获山炮10门，战防炮6门，迫击炮36门，掷弹筒68具，轻重机枪299挺，长短枪3,900支，汽车9辆，军马596匹，各种子弹50余万发。第一纵队伤亡1,928人。7月13日晋冀鲁豫野战军通令嘉奖一纵“创造了一个纵队单独攻坚和歼敌两个旅的先例，争取了大反攻中第一个光荣和重大胜利”。 
同时，解放军二纵进军曹县，曹县守军均系地方杂牌，连夜弃城逃跑，二纵进占曹县县城。
7月10日19时至11日凌晨1时，六纵向定陶县城发起总攻，全歼国军整编第63师第153旅（旅长黄志鸿）4,000余人，缴获火炮15门、轻重机枪123挺、步枪2100余支枪、军马100余匹；六纵伤亡397人，创造了一个纵队单独全歼一个正规旅的战例。晋冀鲁豫野战军战斗英模王克勤在登城战斗爬云梯时陣亡。7月18日定陶县和六纵在定陶北门举行了王克勤烈士追悼大会，会上宣读了刘伯承司令员、邓小平政委的唁电和野战军司令部、政治部命名王克勤生前所在的第十八旅第一连第一排为“王克勤排”，第一班为“王克勤班”的决定；定陶县委、县民主政府决定将定陶城北门命名为“克勤门”。
鄄城守军整编第181旅撤入菏泽，鄄城被解放军占领。至此，鲁西南右路国军被解放军全部歼灭。

### 第二阶段
解放军在郓城歼灭整编第55师获胜后，随即展开向国民革命军出援的王敬久兵团发起进攻。王敬久在孟良崮战役之后开始养病，在晋冀鲁豫野战军强渡黄河后被顾祝同指派担任出援兵团司令，并把整66师、整32师、整70师、整58师划给王敬久指挥，于7月6日进抵鱼台。当时，国军方面未及时察觉解放军攻克郓城后的作战意图，认为解放军或者取菏泽或者取济宁，因而顾祝同、王敬久命令整编第32、第66、第70三个整编师抱团北上支援，彼此相距10公里左右，留下整编58师和整编66师之199旅作兵团预备队。北上的三个整编师在巨野至金乡之间的六营集、独山集、羊山集等地，摆成一字长蛇阵。其中整编第32师驻嘉祥边境的独山集，与六营集的整编第70师相隔十几里，与羊山集的整编第66师相隔20里。
7月11日，刘、邓决定用突然行动、远距离奔袭，把国军分割包围，然后集中兵力各个击破。并选择较弱而孤立的六营集国民革命军整编第70师作为第二阶段的主攻目标。
7月13日，解放军军以长途奔袭的突然动作，迅速将国民革命军三个整编师切成三块，分割隔离。当国军发觉被分割包围时，陷入混乱状态，此时解放军抓住战机，将国民革命军整编第32师分割围攻，师长唐永良没有遵照王敬久的命令南撤羊山集，而是率部北撤往六营集。结果整32师师部率一个旅成功退入六营集，该师之整编149旅则被解放军包围歼灭在嘉祥以西地区。驻嘉祥的国军整编第93旅第278团闻解放军兵至，未战而弃向济宁撤退，解放军第六纵队主力迅速赶到薛扶集地区，立即紧缩对六营集整70师的包围。
刘邓采用"网三阀一"战法，在集外布成袋形阵地，由六纵从六营集西南方向猛攻，由一纵在六营集以东狼山脚下纸坊街以西的开阔地上，张着口袋等待国军突围。
六营集缺水缺粮，供不起两万多人的消耗，王敬久命令陈、唐合兵南下向羊山集靠拢，但几次突击都被挡了回来。两位师长陈颐鼎、唐永良决定不顾顾祝同的南下突围命令，而是向东突围奔足可坚守的嘉祥县城，由兵员更足的整70师先突围，整32师殿后掩护。7月14日晚，对六营集总攻开始后，解放军从西南方向猛攻。唐永良借整70师向东突围与解放军交战，率整32师奔东南方向的济宁。整70师被全歼，陈颐鼎被俘；整32师跑出去数千人。
六营集战役毙伤国军3000余人，俘国军师长陈颐鼎以下15000余人，获得第二阶段的胜利。

### 第三阶段
宋瑞珂率整编第66师主力，遵照顾祝同、王敬久命令留守羊山集四天，等待、接应从六营集合兵南下的陈颐鼎整70师、唐永良整32师。结果，六营集国军被歼灭，羊山集整66师守军陷入孤立。羊山守军是国军土木系嫡系整编第66师，作战经验丰富，训练有素，装备精良。但其下属的整编第199旅被王敬久留下作为兵团预备队，整编第13旅第38团西出侦察时被二纵歼灭于谢集，所以羊山集守军为整编第66师师部、整编第13旅旅部、整编第185旅旅部，以及3个团，共一万余人。为此，刘邓二人决定乘国军各路援军尚在途中未到之机，集中优势兵力对羊山发动攻击。7月15日开始，二纵、三纵三万多人轮番向羊山集发起冲击。但由于羊山守军占据各制高点，工事坚固且进行固守防御，解放军先后四次攻击均未成功。当羊山集被围向蒋告急时，蒋介石立即严令作为王敬久兵团预备队的整编58师和整编66师199旅由金乡迅速北援，同时于7月19日乘飞机到开封亲自指挥解围，试图解羊山集之围。
刘邓二人针对战局发生的变化，制定"围点打援"的作战方案，先消灭从金乡北援的国民革命军整66师之第199旅（旅长王仕翘）。于是采取以冀鲁豫第七军分区和冀鲁豫军区独立旅用阻击、截击的方法阻击北援的国军，然后在正面敞开一个缺口，诱使国军先头部队整编199旅渡过万福河，再切断199旅与整编58师的联系，将整编58师歼灭。整编199旅花了三天时间突破阻击、渡过万福河。7月22日，王敬久令199旅当天必须冲进羊山集，王仕翘整199旅在离羊山只有三里的刘庄遭三纵强力阻击，部队全部被打散歼灭，王仕翘头部中弹，最终只有一个连长带着两个兵冲入羊山集和宋瑞珂会合。
7月23日，中央军委电示刘邓，考虑二、三纵强攻羊山集伤亡极大，准备放弃羊山集撤军。当天刘邓鉴于国军援军行动缓慢，紧急赶到羊山集前线指挥部，当面命令两位纵队司令员陈再道和陈锡联亲临前沿探查地形、找出防守漏洞，要坚决吃掉整66师残部，刘邓还集中了晋冀鲁豫野战军唯一的榴弹炮营，又调来一纵炮兵团，以压制羊山集守军的炮兵火力。解放军调整作战部署，集中兵力先取羊山制高点，然后四面八方包围，分割围歼灭国军。王敬久电告宋瑞珂突围，但宋瑞珂回电愿意固守待援。
7月27日连天暴雨结束放晴，羊山集守军的炮弹打光了失去炮兵优势，7月27日黄昏解放军进行第五次总攻，集中四个纵队的炮兵对准羊山制高点轰击，在炮兵掩护下解放军当晚22时占领羊山制高点，并趁势把羊山守军分割包围，激战至28日拂晓，国民革命军精锐部队整66师被全部消灭。宋瑞珂整整坚守了15天，让晋冀鲁豫野战军付出了重大伤亡，陈再道二纵共伤亡4300人，其中团级以上的干部19人，营级干部32人。陈再道回忆录中把羊山集称为“自己打过的最难的仗”。
解放军方面俘获国军中将师长宋瑞珂以下23,452人，击落飞机2架，缴获各种火炮142门及大批枪支弹药和军用物资，至此鲁西南战役以解放军方面胜利告终。

## 战役结果
刘邓率领晋冀鲁豫野战军主力，在鲁西南连续作战28天，歼灭国军4个整编师师部，9个半旅，共5.6万余人，俘国军整编第六十六师师长宋瑞珂、第七十师长陈颐鼎、第三十二师副师长理明亚以下4.3万余人，占领了鲁西南解放区，从而打开了千里跃进大别山的突破口。

## 评价
鲁西南战役是中国人民解放军由战略防守转入战略进攻的关键性的一战，在国共内战历史上具有极其重要的地位和意义，解放军鲁西南战役获胜从根本上打乱了国军重点进攻的战略部署，有力地支援陕北、山东解放区，粉碎国军的重点进攻计划，改变了国共内战的战略态势；也为中共方面把战争引到国民政府心脏地区，发展中原战局奠定了有利的条件。两位兵团司令王仲廉和王敬久被撤职查办，此后再未担任带兵主官。